# 勧学 (大津市)
勧学（かんがく）は、滋賀県大津市の町名である。現行行政地名は勧学一丁目及び勧学二丁目。郵便番号は520-0013。

## 地理
大津京駅近くに位置し、東端から琵琶湖まで徒歩3分程度である。西に一丁目、東に二丁目が設置されている。北で南志賀、東で際川、南東で鏡が浜、南で柳川、西で神宮町と接する。二丁目にJR西日本湖西線の高架橋が通っている。また東縁を国道161号が通る。

## 歴史
- 1968年（昭和43年）1月1日 - 南滋賀町の一部を分離し、勧学一丁目及び勧学二丁目を設置[1]

## 世帯数と人口
2019年（平成31年）4月1日現在の世帯数と人口は以下の通りである。
| 丁目       | 世帯数  | 人口    |
| ---------- | ------- | ------- |
| 勧学一丁目 | 210世帯 | 582人   |
| 勧学二丁目 | 357世帯 | 806人   |
| 計         | 567世帯 | 1,388人 |

### 人口の変遷
国勢調査による人口の推移。
| 1995年（平成7年）  | 1,018人 | [ 6 ]  |  |
| 2000年（平成12年） | 1,252人 | [ 7 ]  |  |
| 2005年（平成17年） | 1,252人 | [ 8 ]  |  |
| 2010年（平成22年） | 1,397人 | [ 9 ]  |  |
| 2015年（平成27年） | 1,395人 | [ 10 ] |  |

### 世帯数の変遷
国勢調査による世帯数の推移。
| 1995年（平成7年）  | 318世帯 | [ 6 ]  |  |
| 2000年（平成12年） | 429世帯 | [ 7 ]  |  |
| 2005年（平成17年） | 429世帯 | [ 8 ]  |  |
| 2010年（平成22年） | 484世帯 | [ 9 ]  |  |
| 2015年（平成27年） | 517世帯 | [ 10 ] |  |

## 学区
市立小・中学校に通う場合、学区は以下の通りとなる。
| 丁目       | 番・番地等 | 小学校             | 中学校             |
| ---------- | ---------- | ------------------ | ------------------ |
| 勧学一丁目 | 全域       | 大津市立志賀小学校 | 大津市立唐崎中学校 |
| 勧学二丁目 | 全域       | 大津市立志賀小学校 | 大津市立唐崎中学校 |

## 施設
- 市立志賀幼稚園
- 天理教滋賀分教会

「勧学二丁目自治会館」は町域内ではなく、北に隣接する南志賀四丁目に所在する。

## その他

### 日本郵便
- 郵便番号 : 520-0013[4]（集配局：大津中央郵便局[12]）。